# Dolichopeza dorrigensis
Dolichopeza dorrigensis är en tvåvingeart som beskrevs av Alexander 1930. Dolichopeza dorrigensis ingår i släktet Dolichopeza och familjen storharkrankar. Inga underarter finns listade i Catalogue of Life.